# Fireball (álbum)
Fireball é o quinto álbum de estúdio da banda de hard rock
britânica Deep Purple, lançado em 9 de Julho de 1971. Foi gravado em vários períodos entre setembro de 1970 e junho de 1971. As versões originais europeia e norte-americana/japonesa se diferenciam pela alternância na presença das faixas "Demon's Eye" e "Strange Kind of Woman".
A maioria da banda não considera o álbum um clássico, embora seja um dos favoritos de Ian Gillan. Ele declarou em uma entrevista de 1974: "A razão pela qual eu gostei tanto disso foi porque eu pensei, do ponto de vista da escrita, que era realmente o começo de tremendas possibilidades de expressão. E algumas das faixas desse álbum são realmente, realmente inventivas. No entanto, Gillan também disse que a inclusão da faixa de country rock "Anyone's Daughter" no álbum foi  'um pouco divertida, mas um erro'.
Ritchie Blackmore, em particular, declarou publicamente que não estava muito satisfeito com Fireball. Ele disse sobre a produção: "Isso foi um desastre, porque fomos jogados juntos no estúdio, recebemos pressão gerencial, não tivemos tempo. 'Você precisa tocar aqui, aqui, ali, então precisa fazer uma LP. Eu disse a eles: se você quer um LP, precisa nos dar tempo'. Mas eles não deram. Acabei por lançar ideias para o grupo que pensei no calor do momento. 
Jon Lord afirmou que o Fireball "vagueia um pouco" e "vai a lugares que a banda não esperava que fosse". Lord elogiou várias músicas do álbum, incluindo "No No No" e "Fools", e destacou particularmente a bateria de Ian Paice na faixa-título.